# Гинекологија
Гинекологија  је грана медицине која се бави дијагностиком и лечењем болести женског репродуктивног система.
Назив гинекологије потиче од грчких речи „гине"'-жена и „логос"-наука, тако да је гинекологија, у буквалном преводу, наука о женама.
Модерна гинекологија је уско повезана са акушерством те проучава и прати промене у женском телу везане за трудноћу и порођај, од момента зачећа до краја постпарталног периода.

## Историја гинекологије

### Стари век
Први писани подаци о гинекологији датирају из 1800. године п. н. е.и баве се гинеколошким болестима, трудноћом и контрацепцијом.
Хипократови писани документи говоре о великом значају гинекологије у античком свету. У овом периоду користе се и први гинеколошки инструменти. Кроз стари век гинекологија се споро развија све до VII века када почиње да стагнира.
У неким културама религија је забрањивала мушким лекарима да спроводе прегледе на болесним и трудним женама.

### Средњи век
У средњем веку гинекологија је била под утицајем мистицизма и схоластике.
Поновни развој гинекологије почиње са ренесансом, са тежњом да се гинекологија ослободи од празноверних схватања.

### Нови век и савремено доба
У овом раздобљу долази до огромног напретка многих научних дисциплина, па самим тим и гинекологије. 1737. године на Краљевској хируршкој академији у Паризу гинекологија заузима значајно место. Примењују се нови принципи дијагностике и лечења у складу са научним сазнањима. Долази и до развоја и примене нових инструмената у процесу лечења.
У XX веку сразмерно са развојем других медицинских дисциплина гинекологија заузима значајно место у здравственој култури.

## Методе прегледа у гинекологији
- Анамнеза
- Преглед вагине спекулумом
- Бимануелни преглед
- Преглед вагиналног секрета
- Цитолошки преглед епитела вагине и грлића материце
- Ултразвучни преглед

## Проблеми савремене гинекологије
- Трудноћа и поремећаји трудноће
- Абортус
- Контрацепција
- Стерилитет
- Малигна обољења женског репродуктивног система

## Образовање и обука

### Сједињене Државе
Према Америчком одбору за акушерство и гинекологију (ABOG), који је одговоран за издавање OB-GYN сертификата у Сједињеним Државама, први корак ка сертификацији је завршетак медицинске школе за добијање дипломе доктора медицине. Након тога лекари морају да заврше четворогодишњи програм специјалистичког стажа за акушере и гинекологе који је одобрио Савет за акредитацију за дипломирано медицинско образовање (ACGME). Према евиденцији електронске службе специјалистичког стажа (ERAS) 2021, било је 277 специјалистичких програма за гинекологе који су примали кандидате.
У четвртој години стажа, уз писмену изјаву којом њихов директор потврђује завршетак програма, гинеколошки специјализанти могу да изаберу да ли да започну процес сертификације, тако што ће се пријавити за полагање ABOG квалификационог испита, који је писмени тест. Ако стажисти положе квалификациони испит, показујући да поседују знање и вештине да потенцијално постану сертификовани гинеколози, они тада имају право да полажу усмени испит за сертификацију. Пре испита за сертификацију, стажисти такође морају да прикупе листу случајева пацијената на којима су радили током свог боравка како би показали своју компетенцију и искуство у гинеколошкој нези пацијената.
Специјалистички стажисти затим полажу трочасовни усмени испит у ABOG-овом испитном центру, а ако положе испит, постају „сертификовани“ гинеколози. Од 2013. године најмање 82% свих испитаника за сертификациони испит је положило.
Ово додаје до 11–14 година образовања и практичног искуства. Првих 7-9 година је општа медицинска обука. Искусни гинеколози могу тражити сертификате у под-специјалистичким областима, укључујући медицину за мајке и фетусе.

### Уједињено Краљевство
Сви лекари морају прво да заврше медицинску школу и стекну  или еквивалентан сертификат. Овај део обично траје пет година. Након тога, они испуњавају услове за привремену регистрацију код Генералног медицинског савета. Затим морају да заврше двогодишњу основну обуку. Након завршене прве године обуке, приправници имају право на пуну регистрацију код Генералног медицинског савета. Након што заврше основну обуку, кандидати полажу први део MRCOG испита који спроводи Краљевски колеџ акушера и гинеколога. Следи додатних седам година обуке након овога и још два испита (Део 2 и Део 3 MRCOG испити) што даје укупно девет година минималне обуке, иако неким полазницима може бити потребно више времена.

## Инклузивни приступи нези
Не постоји глобални стандард за наставне планове и програме гинеколога, током или након специјалистичког стажа. Болнице и универзитети спроводе своје образовање о нези и пружаоцима услуга имајући у виду различите приоритете, при чему се неке институције фокусирају на поштовање захтева свог управног тела, док друге превазилазе постављене стандарде да би поставиле преседан у нези коју нуде.
Међутим, Амерички колеџ за акушерство и гинекологију (ACOG) подстиче пружаоце гинеколошке неге да понуде негу која је инклузивна за све појединце, у контексту обезбеђивања безбедног простора за лезбијке и бисексуалне жене, као и за трансродне и родно различите особе. ACOG пласира ову препоруку кроз серију мишљења одбора, од којих су последња #525 и #823, објављенi 2012. и 2021. године. ACOG-ов први коментар о потреби за LGBTQ+ инклузивном негом од стране гинеколога гинеколога дошао је 2011. кроз мишљење Комитета #512, „Здравствена заштита за трансродне појединце“, које је од тада повучено и замењено мишљењем #823 из 2021. године.

### Потреба за ЛГБТ+ и афирмацијом гинеколога
Трансродне, небинарне особе и лезбијке или бисексуалне жене често се суочавају са додатним изазовима, укључујући структурну и отворену дискриминацију, приступ стигми осигурања и циснормативност — када покушавају да приступе услугама и пружаоцима гинеколошке и репродуктивне здравствене заштите. Акушерство и гинекологија је поље за које се сматра да традиционално служи женама због свог фокуса на женски репродуктивни систем, што наводи пружаоце услуга да праве претпоставке о родном идентитету и изражавању пацијената у „женским здравственим клиникама“ када многи трансродни или небинарни пацијенти такође могу да траже услуге гинеколога. Поред тога, LGBTQ+ пацијенти су изложени ризику и доживљавају јединствена здравствена стања која пружаоци услуга можда нису спремни да реше — тј. пружаоци услуга немају културалну компетенцију — без LGBTQ+ специфичне здравствене обуке.
Интеракције са пружаоцима неге који нису довољно припремљени или довољно образовани да понуде свеобухватну и ефикасну негу могу да појачају „негативна и трауматска искуства која су многе небинарне и трансродне особе имале када су приступиле нези“, и одвратити их од тражења неопходне здравствене заштите у будућности. Чак и ако трансродни или небинарни пацијенти нису имали лично негативно трауматско искуство, колективна траума такође може допринети страху од медицинских установа и пружалаца услуга. Ово доводи до тога да скоро 25% трансродних или небинарних особа пријављује избегавање здравствених услуга из страха да ће бити малтретирани због свог пола. Нега коју обично нуде гинеколози, попут карличних прегледа и процедура, може бити „посебно тешка или трауматична“ за трансродне и небинарне пацијенте, што пружалац може надокнадити ангажовањем приступа неге на основу информација о трауми на прегледима.
Постепено се ради више истраживања како би се утврдила потреба за наставним планом и програмом LGBTQ+ здравствене заштите за све студенте медицине, приправнике и докторе. Многобројни истраживачи су такође сугерисали да је акушерство и гинекологија идеално поље за ово образовање које би требало да се примени, пошто га природа рада гинеколога везује директније за пол него друге медицинске специјалности. Акушерке-гинекологи су такође историјски имали више обуке о културолошким компетенцијама око родно заснованих питања.